# 시에나 공화국
시에나 공화국(이탈리아어: Repubblica di Siena)은 이탈리아 중부 토스카나주에 있는 시에나에 있었던 나라이다.
11세기부터 1555년까지, 5세기 넘게 존재했었던 나라이다. 이탈리아 전쟁 기간에 시에나 공화국은 스페인 왕실과 동맹이었던 경쟁국인 피렌체 공화국에게 패배하였고, 18달 동안의 저항 끝에 1555년 4월 17일 항복하며 공화국의 역사는 막을 내리게 된다.

## 역사

### 기원
시에나의 오래된 귀족 가문 계층들은 774년에 샤를마뉴에게 항복한 롬바르드족으로 거슬러 올라간다. 여기서 프랑크족 감시자들이 기존의 시에나 귀족들과 결혼하면서 밀려들어왔고 이렇게 남겨진 그 유산은 시에나 영토 곳곳에 남아있는 수도원들에서 발견된다. 1115년 국경 지역 토스카나 후국의 토스카나의 마틸데 공작부인이 사망하고 여러 자치 지역으로 분할되었다.

### 성장

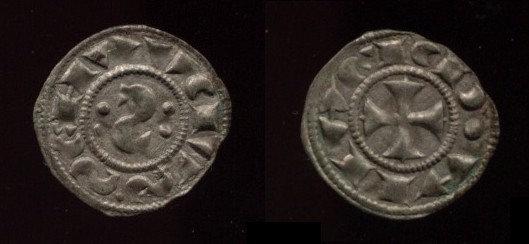
시에나 공화국의 중세시대 동전 (12세기)

시에나는 대금업의 핵심 중심지이자 양모 무역의 중요한 역할을 맡으며 도시 국가로서 번영하였다. 처음에는 주교의 직접 통치를 받았지만, 12세기 동안에 주교들의 영향력이 줄어들었다. 시에나 주교는 아레초와의 국경 분쟁 기간에 귀족들의 도움을 받는 대신에 도시 운영권을 그들에게 넘겨주는걸 인정을 마지 못해 승낙하였고, 이것이 주교의 통치에서 벗어나 시에나 코무네가 독립을 선언한 1167년에 과정의 시작이었다. 1179년에 공화국 헌법이 쓰여졌다.
1286년에 시에나를 통치할 노바(Nova) 정권이 세워졌다. 노바는 의회를 구성하는 귀족 가문들이 형성한 정치 조직인 노베스키의 지지를 받았다. 마침내 노베스키 당은 노바 의회뿐만 아니라 시에나의 많은 중요 귀족 가문들로 성장하였다. 노바 정부와 노베스키 당의 통치하에서, 시에나는 경제적, 군사적 우위를 이어나갔다.

### 몬타페르티 전투
13세기에 들어서, 시에나는 대개 기벨린이었고 이와 대조적으로 피렌체는 구엘프 세력이었다(이 분쟁은 단테의 《신곡》 일부의 배경이 되었다).
1260년 9월 4일 시에나의 기벨린파는 시칠리아의 만프레디 국왕의 군대의 도움을 얻어 몬타페르티 전투에서 피렌체의 구엘프파를 패배시켰다. 전투 이전 시에나 군대는 대략 20,000명은 그들보다 많았단 피렌체의 33,000명의 군대와 직면했다. 전투에 앞서 시에나 시 전체는 성모 마리아에게 기도를 올렸다(이는 시에나 역사에서 몇 차례 있었던 일이고, 가장 최근은 1944년에 연합군의 폭격으로부터 보호해 달라고 하였다). 전쟁 기간에 시에나 군 통솔권이 주어졌던 보나구이다 루카리(Bonaguida Lucari)는 목 주변 홀터도 하지 않은 머리에도 아무것도 쓰지 않은체 맨발로 두오모로 걸어나갔다. 시에나의 모든 거주민들로 이뤄진 행렬을 이끈 그는 모든 성직자들을 만났다. 루카리와 주교들은 포옹함으로써, 교회와 나라의 통합을 보여줬고, 그후 루카리는 공식적으로 시에나와 콘트라다를 성모에게 받쳤다. 전설에 따르면 전장에서 짙고 하얀 구름이 시에나군을 덥어 그들의 공격을 도왔다고 한다. 실상은 피렌체군이 전투 당시에 시에나군에게 성과없는 몇 차례 공격을 펼쳤고, 그후 시에나군의 맹렬한 반격과 피렌체군에 있던 배반자가 군 지도자를 암살하면서 혼란에 빠지게 되었으며, 피렌체군은 와해되어 전장에서 이탈하였다. 결과적으로 피렌체군의 절반가량(약 15,000 명)이 사망하였다. 이 충돌은 오늘날까지 이어져, 두 도시가 스포츠 경기에서 만나게 되면, 시에나 관중들은 피렌체 관중들에게 "몬타페르티를 기억하라!"라고 외친다.

### 쇠퇴
시에나는 1348년에 발생한 흑사병으로 엄청난 피해를 입었고, 또한 금융 산업 역시도 타격을 입었다. 1355년 카를 4세가 이곳에 부임하고 나서, 인구가 늘어났고 노바 의회 정권을 억눌렀으며, 노베스키 정당과 관련된 모든 가문들을 추방하였다. 시에나인들은 대중들의 도움을 받아 귀족들로 이뤄진 도디치(Dodici) 의회를 출범시켰다. 이 정권 또한 1385년에 퀸디치(Quindici, 15명) 개혁가들로 교체되며 단명하였고, 그후로 디에치(Dieci, 10명, 1386년–1387년), 운디치(Undici, 11명, 1388년–1398년), 끝으로 열 두 명의 관리들(1398년–1399년)이며, 피렌체의 확장으로부터 보호하기 위해 밀라노의 잔 갈레아초 비스콘티에게 시에나의 주권을 내줬다.
1404년에 비스콘티 세력을 축출하고 10명의 관리들로 이뤄진 정권을 설립하여, 나폴리의 라디슬라오에 대항하여 피렌체와 동맹을 맺기도 하였다. 시에나 출신의 비오 2세가 교황으로 선출되자, 노베스키 당과 관련되었던 귀족들의 귀향을 허락하였다.

### 페트루치 시대
노베스키 당은 1487년 판돌포 페트루치가 통치하던 시에나로 돌아왔다. 판돌포는 서서히 많은 공직 자리들을 거머줬고 그의 장인인 니콜로 보르게세(Niccolò Borghese)가 피렌체와 나폴리의 알폰소 2세의 지원을 받아, 자신을 제거하려 했다는 음모로 처형시키게 되는 1500년까지 영향력을 키웠고, 판돌포는 그후 시에나에 대한 완전한 장악 할 수 있었다. 독재자이긴 했어도, 판돌포는 예술과 과학과 더불어 경제 향상등 시에나의 번영을 가져다 주었다. 판돌포는 자신의 자리를 아들인 보르게세 페트루치에게 물려주었지만, 4년만에 보르게세는 교황 레오 10세의 도움을 받은 그의 친척인 라파엘로 페트루치 추기경에게 내쫓긴다. 교회로부터 추가 책무를 부여받은, 라파엘로는 군대를 이끌고 판돌포의 막내 아들인 파비오에게 추방당하기 전, 1년간 시에나를 통치했던 라파엘로의 조카인 프란체스코 페트루치를 상대로 공성전을 벌였다. 파비오가 1525년 시에나인들에게 추방당하면서, 페트루치의 시대는 막을 내린다.

### 공화국의 종말
페트루치 시대의 끝과 함께, 교황 클레멘스 7세의 지원을 받은 노베스키 당을 몰아내려는 대중 세력간의 내부갈등이 재개되었고, 클레멘스 7세는 시에나로 군대를 파견하지만, 1526년에 카몰리아(Camollia)에서 패배했다. 신성 로마 제국 황제 카를 5세는 시에나에 스페인 수비대를 파견하여, 이 혼란스러운 상황을 이용하였다. 시에나 시민들은 프랑스와 동맹을 맺으며, 1552년에 스페인 수비대들을 몰아냈다. 이는 카를 5세에게 용납 할 수 없는 행위였고, 그의 장군인 잔 자코모 메디치를 보내어 피렌체-제국 동맹군과 함께 시에나를 포위하도록 하였다.
시에나 정부는 피에트로 스트로치에게 수비를 맡겼다. 이후 마르차노 전투 (1554년 8월)에 패배하면서, 더이상의 남은 희망을 잃고 말았다. 18달 동안의 저항 끝에 1555년 4월 17일 항복하며 공화국은 끝이 나게 된다. 메디치 가문에게 엄청난 빚을 지고 있던 새롭게 왕위에 오른 스페인 펠리페 2세는 이곳(프레시디국에 합병되어 해얀요새들이 있던 영토)을 토스카나 대공국에 넘겨주었고, 19세기에 이탈리아가 통일될 때까지 토스카나 대공국에 속해있었다. 시에나 공화국 정부 인사 귀족 700여명은 1559년까지 몬탈치노에서 거주했었다.

## 영토

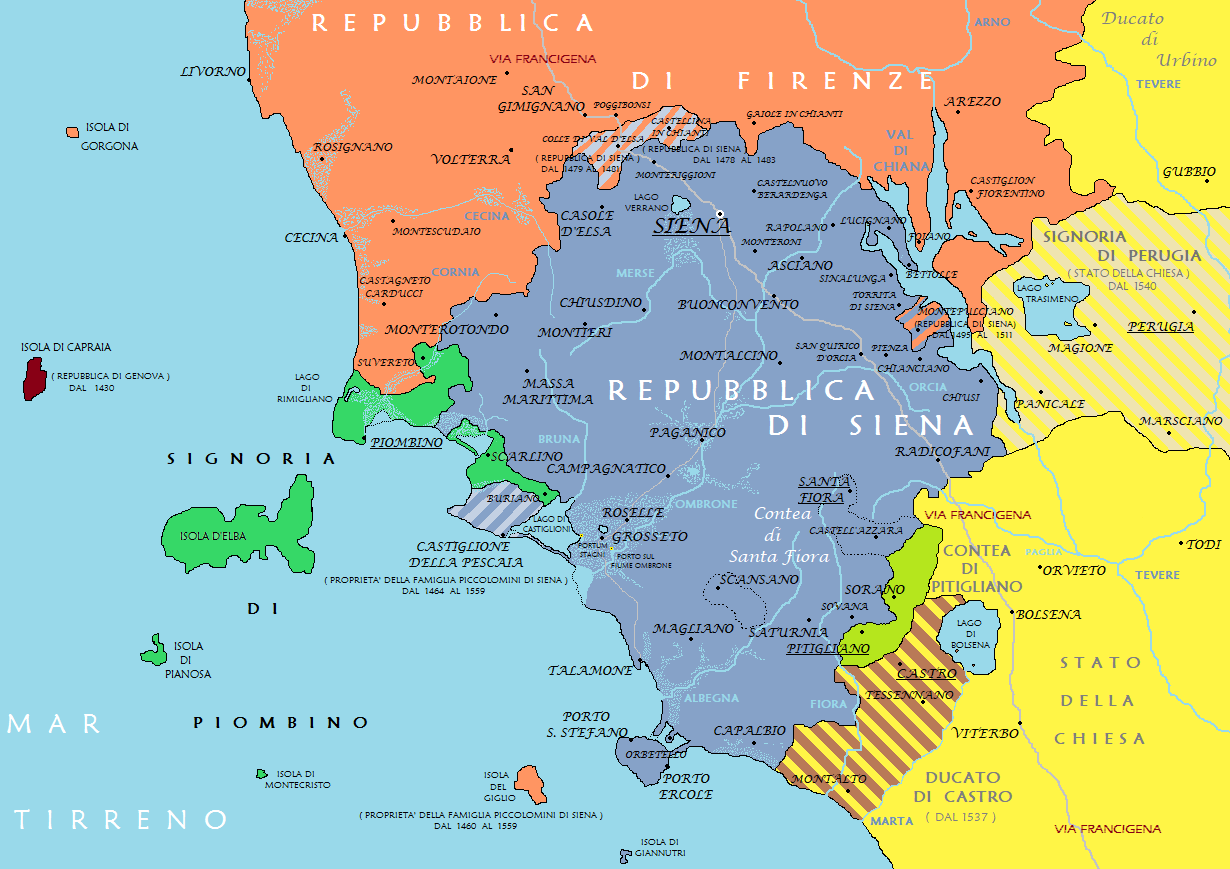

시에나는 오늘날 토스카나주에 있는 그로세토현과 시에나현의 대부분을 소유했었다. 가장 주목할만 예외로는 피렌체가 영토를 주장했던 몬테풀차노이며, 두 국가간의 끊임없는 교전의 원인이던 곳이다.

## 문화

### 미술
시에나는 13, 14세기 동안 예술 분야에서도 피렌체와 경쟁 관계였으며, 중세 시대 후기의 중요한 화가인 두초 (1253–1319)는 시에나인이었지만, 이탈리아 반도 전역에서 활동을 하였고, 암브로조 로렌체티가 푸블리코 궁전에 그린 "선치(Good Government)" 벽화는 중세 시대 후기와 르네상스 초기의 극적인 예이자 그 당시 이상적인 사회상이라고 생각된 모습을 표현한 것이라고 할 수 있다.

### 건축
13세기 초에 시에나 대성당의 건설은 대부분이 완료된 상태였다. 같은 시기에 캄포 광장은 세속적 삶의 중심으로서 그 중요도가 성장했다. 새 거리들은 캄포 광장을 따라 건설됐으며, 시장과 여러 운동 경기(폭동보다는 나을 것이라고 생각하며, 피렌체와의 축구 경기에서의 열정은 오늘날까지 지속되고 있다)가 열린 장소로 제공되었다. 성벽은 1194년에 토양의 침식을 막기 위해 현재 푸블리코 궁전 지역에 지어졌다.
 성벽 

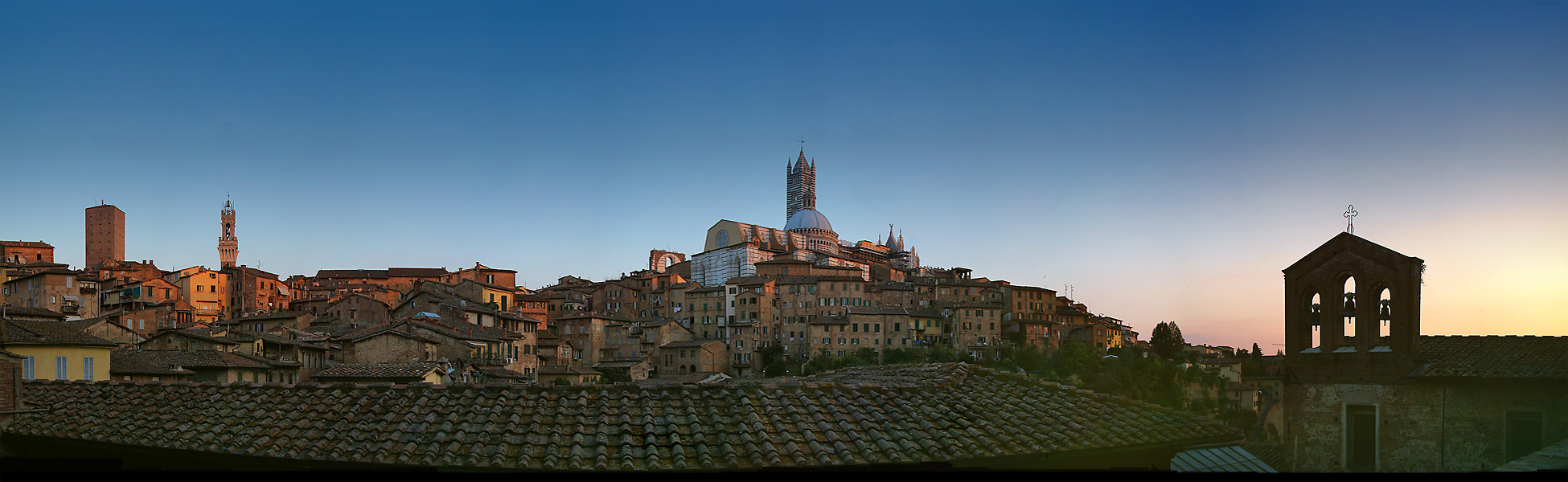
역사 지구 모습

로마 시대에 지어전 경계가 시에나의 초기 성벽으로 알려져있다. 10, 11세기 동안 시에나는 동쪽으로 성장하였고, 나중에는 오늘날의 카몰리아 거리인 북쪽으로 커갔다. 성벽은 도시 주변으로 지어졌고, 13세기 말에 2차 성벽 건설이 이뤄졌다. 성벽의 대부분이 오늘날까지 남아있다.

### 시에나 대학교
1240년 12월 26일, 시에나의 포데스타 일데브란디노 카차콘티(Ildebrandino Cacciaconti)는 지역의 "Studium Senese"의 학생들에게 방을 임대해준 시에나 시민들에게 세금을 인상한다는 칙령에 서명하였다. 이 세금의 돈은 시에나 대학교의 교수진들의 임금으로 사용됐다. 시에나 대학교는 1252년에 교황 인노첸시오 4세가 재학생들과 교수들의 재산과 사람들에 세금 부담을 면해줌을 선언하면서, 교황의 지원을 받았다. 게다가 시에나 코무네는 법과 라틴어 교수에게 사회적 의무를 면제해줬다. 14세기 초에 시에나 대학교에는 5명의 라틴어, 논리학, 법학 교수와 2명의 자연 과학(의학) 교수가 있었다. 오늘날에도 시에나 대학교는 가장 중요한 이탈리아 대학교들에 속한다.

### 상업
1472년, 시에나 공화국은 현재까지도 운영되며 전세계에 현존하는 은행중 가장 오래된 몬테 데이 파스키 은행을 세웠다.

## 같이 보기
- 토스카나 대공국